# Hostile Waters: Antaeus Rising
A Hostile Waters: Antaeus Rising 2001-ben megjelent valós idejű stratégiai videójáték, melyet a Rage Games Limited fejlesztett és az Interplay Entertainment jelentett meg. A Carrier Command című játék alapján készült.[forrás?]

## Történet
A Hostile Waters az utópisztikus jövőben játszódik, ahol a háború megszűnt. Az egykori diktátorok terve szerint újból vissza kell szerezni a hatalmat. Azt tervezték, hogy a világot rettegésben tartják az általuk kreált idegenekkel. Válaszul az utolsó háborús gépezetet újraindították. Ez a gép egy repülőgép-anyahajó az Antaeus 00 nevű prototípus. Az "adaptív Cirkáló" osztályú hajó ad otthont egy sor masszív nanorobot szerelési egységek az úgynevezett Creation motoroknak.
2012-ben nagy csata zajlott le az emberek és a régi gárda között. A régi gárda győzedelmeskedett. 2032-re egy utópisztikus világot építettek a nanotechnológia segítségével, más néven a teremtés motorokkal, amelyek pusztán a hulladékból képesek voltak előállítani dolgokat.
Váratlanul sorozatos rakétatámadást jelentettek világszerte, melynek kiindulópontja ismeretlennek bizonyult. A helyszín végül is kiderült: egy szigetlánc a Dél-Csendes-óceán peremén. Válaszul a rakétatámadásokra kiküldtek egy „ops” csapatot az eset kivizsgálására. A Minisztérium Intelligence (MinIntel) röviddel az akció kezdete után elveszítette velük a kapcsolatot. A globális kormány engedélyezte a reaktiválást, mely ismét lehetővé tette a hajón lévő nanogyár működését (képes bármilyen választott az adatbázisban szereplő fegyver előállítására) . Ezek közül kettő maradt a tengerfenéken vészhelyzet esetére, melyek alkalmasak felemelkedni a tenger mélyéről. A fedélzeten egy sor soulcatcher chip található, amelyek egy katonai program eredményei még az 1990-es évek kutatási munkái eredménye: emberi tudatok szilícium chipeken. A soulcatcher technológiát tároló gépezet minden tagja egy-egy tulajdonsággal rendelkezett.
Hamarosan kiderül, hogy az egyik hajó nem válaszol a reaktiváló jelre. A másik cirkáló válaszol és felemelkedik, azonban súlyos károkat szenvedett. Az újra aktív terepasztal egy javító dokkolót ábrázol.
Ahogy az Antaeus a dokkoló felé halad szokatlan biológiai létformákat fedez fel. Az identitás az agresszor tüzelési a rakéták is megerősítették a régi ellenállás maradványait, pre-Közép-erők, az úgynevezett Cabal. Fegyvereket és katonákat rejtett el, mikor belátta, hogy a háborút elvesztette. Számfölényben lévő Közép serege ezer az egyhez. Kiderül ám, hogy az egységek nagy része biológiailag megtervezett mesterséges idegenek, amelyeket felhasználnak a pánikkeltésre megalapozva az újbóli hatalomátvételt . Terveik szerint el kell a világból távolítani a termelési motorokat.
A Cabal később elveszíti az ellenőrzést a fajok felett, mely kiirtani szándékozik az emberi fajt megváltoztatva a klímát és a földrajzi adottságokat alkalmassá téve a bolygót saját életfeltételeiknek. Az Antaeus feladata, hogy állítsa le a Cabal tevékenységét. Miután kiirtották a készítőiket, a fajok elhatározták, hogy megtisztítják az emberiségtől az egész bolygót: készítettek egy hatalmas disassembler ágyút, és már csak az Antaeus állhat az útjukba. Egyetlen lehetőség adódott: összekötik az ágyút és az Antaeus reaktorát. A terv sikerül, és az Antaeust feláldozzák, hogy megmentsék az egész világot.

## Játékmenet
Minden küldetés egy-egy szigeten játszódik, amelyen ellenséges gyárak találhatók, szárazföldi és légi egységeket állítanak elő energiájukat fúrótornyok biztosítják és később ezeket kell elpusztítani ezzel elvágva az ellenség üzemanyag utánpótlását.
Az Antaeus járművek építésére képes földi és szárazföldi egységek előállítására, amelyeket a „Szarkával” a kijelölt helyre lehet szállítani. Egységeket lehet pusztán törmelékekből előállítani, melyek az elpusztult struktúrák és egyéb forrásból származnak. A szállító helikopterek, mint a Pegasus, képesek a megtalált, nagyobb tárgyakat a fedélzetre szállítani begyűjtés, illetve elemzés céljából. Az Antaeus cirkáló elemzi a tárgyakat és képes felhasználni az információkat újabb egységek létrehozásához.
A játékban az egységek fokozatos elérése lehetséges. Az egységekre számos fegyvert lehet illeszteni különböző fokozatú tűzerővel. Különböző kombinációkat lehet tervezni és használatba venni.
A járművek azonos fegyverekkel különböző károkat képesek okozni. Ezen felül minden soulchip személyiség specializálódik egy-egy feladatra, amelyet ha teljesít, bónusz pontokat szerez.

## Fordítás
- Ez a szócikk részben vagy egészben  a   Hostile Waters: Antaeus Rising című angol Wikipédia-szócikk ezen változatának fordításán alapul.  Az eredeti cikk szerkesztőit annak laptörténete sorolja fel. Ez a jelzés csupán a megfogalmazás eredetét és a szerzői jogokat jelzi, nem szolgál a cikkben szereplő információk forrásmegjelöléseként.